# Calyptridium umbellatum
Calyptridium umbellatum, sinónimo de Cistanthe umbellata, es una especie de planta con flores de la familia montia .

## Distribución
Calyptridium umbellatum es originario del oeste de América del Norte, desde Columbia Británica hasta California y Colorado, donde crece en varios tipos de hábitat, incluidas áreas inhóspitas para muchos otros tipos de plantas, como aquellas con climas alpinos.
Una pequeña fracción de C. umbellatum habita en Zayante Sandhills, un enclave biológico en las montañas de Santa Cruz. Estos individuos residen en una colina singular entre todas las colinas de arena, y sus frágiles pétalos y semillas sueltas permiten una fácil dispersión por el viento.

## Aspectos generales
Es una hierba perenne que forma generalmente dos o más rosetas basales de hojas gruesas en forma de cuchara, cada una de unos pocos centímetros de largo. La inflorescencia surge de la roseta, una umbela densa y esférica de sépalos redondeados y cuatro pequeños pétalos.
C. umbellatum suele tener sólo una inflorescencia por roseta basal; el relacionado C. monospermum generalmente tiene más de uno.